# Scooore! League 2015-16
La Scooore! League 2015-16 fue la edición número 89 de la Ligue Ethias, la primera división del baloncesto profesional de Bélgica. Resultó campeón por decimoséptima vez en su historia el Telenet Oostende.

### Equipos 2015-2016 y localización
El nombre del Okapi Aalstar fue cambiado a Crelan Okapi Aalstar por motivos de patrocinio en junio de 2015.
| Club                          | Ciudad     | Pabellón                      | Capacidad |
| ----------------------------- | ---------- | ----------------------------- | --------- |
| Basic-Fit Brussels            | Bruselas   | Piscine de Neder-Over-Hembeek | 1200      |
| Hubo Limburg United           | Hasselt    | Alverberg Sporthal            | 1730      |
| Belfius Mons-Hainaut          | Mons       | Mons.Arena                    | 4000      |
| Kangoeroes Willebroek         | Willebroek | Sporthal de Schalk            | 1000      |
| betFirst Liège                | Lieja      | Country Hall Ethias           | 5000      |
| Crelan Okapi Aalstar          | Aalst      | Okapi Forum                   | 2800      |
| Port of Antwerp Giants        | Amberes    | Lotto Arena                   | 5218      |
| Proximus Spirou               | Charleroi  | Spiroudome                    | 6200      |
| Stella Artois Leuven Bears    | Leuven     | Sportoase                     | 3400      |
| Telenet Oostende              | Ostend     | Sleuyter Arena                | 5000      |
| VOO Wolves Verviers-Pepinster | Verviers   | Halle du Paire                | 4000      |

## Temporada regular

### Clasificación
| Pos. | Equipo                        | PJ | G  | P  | PF   | PC   | DP   | Pts | Clasificación              |
| ---- | ----------------------------- | -- | -- | -- | ---- | ---- | ---- | --- | -------------------------- |
| 1    | Telenet Oostende              | 28 | 23 | 5  | 2451 | 2144 | +307 | 51  | Clasificados para playoffs |
| 2    | Proximus Spirou               | 28 | 18 | 10 | 2235 | 2142 | +93  | 46  | Clasificados para playoffs |
| 3    | Crelan Okapi Aalstar          | 28 | 17 | 11 | 2426 | 2337 | +89  | 45  | Clasificados para playoffs |
| 4    | Hubo Limburg United           | 28 | 15 | 13 | 2419 | 2358 | +61  | 43  | Clasificados para playoffs |
| 5    | Port of Antwerp Giants        | 28 | 14 | 14 | 2354 | 2272 | +82  | 42  | Clasificados para playoffs |
|      |                               |    |    |    |      |      |      |     |                            |
| 6    | Belfius Mons-Hainaut          | 30 | 18 | 12 | 2424 | 2295 | +129 | 48  | Clasificados para playoffs |
| 7    | Basic-Fit Brussels            | 30 | 17 | 13 | 2544 | 2423 | +121 | 47  | Clasificados para playoffs |
| 8    | betFIRST Liège                | 30 | 14 | 16 | 2542 | 2647 | −105 | 44  | Clasificados para playoffs |
| 9    | Kangoeroes Willebroek         | 30 | 10 | 20 | 2492 | 2651 | −159 | 40  |                            |
| 10   | VOO Wolves Verviers-Pepinster | 30 | 8  | 22 | 2460 | 2769 | −309 | 38  |                            |
| 11   | Stella Artois Leuven Bears    | 30 | 6  | 24 | 2362 | 2671 | −309 | 36  |                            |

 Fuente: Scooore League

## Playoffs
|  | Cuartos de final | Cuartos de final       | Cuartos de final |                      |   | Semifinales        | Semifinales | Semifinales |  |   | Final            | Final | Final |  |
|  |                  |                        |                  |                      |   |                    |             |             |  |   |                  |       |       |  |
|  |                  |                        |                  |                      |   |                    |             |             |  |   |                  |       |       |  |
|  | 1                | Telenet Oostende       | 2                |                      |   |                    |             |             |  |   |                  |       |       |  |
|  | 1                | Telenet Oostende       | 2                |                      |   |                    |             |             |  |   |                  |       |       |  |
|  | 8                | betFIRST Liège         | 0                |                      |   |                    |             |             |  |   |                  |       |       |  |
|  | 8                | betFIRST Liège         | 0                |                      | 1 | Telenet Oostende   | 3           |             |  |   |                  |       |       |  |
|  |                  |                        |                  |                      | 1 | Telenet Oostende   | 3           |             |  |   |                  |       |       |  |
|  |                  |                        | 4                | Hubo Limburg United  | 2 |                    |             |             |  |   |                  |       |       |  |
|  | 4                | Hubo Limburg United    | 4                | Hubo Limburg United  | 2 | 2                  |             |             |  |   |                  |       |       |  |
|  | 4                | Hubo Limburg United    |                  |                      |   |                    |             |             |  |   |                  |       |       |  |
|  | 5                | Port of Antwerp Giants | 0                |                      |   |                    |             |             |  |   |                  |       |       |  |
|  | 5                | Port of Antwerp Giants | 0                |                      |   |                    |             |             |  | 1 | Telenet Oostende | 3     |       |  |
|  |                  |                        |                  |                      |   |                    |             |             |  | 1 | Telenet Oostende | 3     |       |  |
|  |                  |                        | 3                | Crelan Okapi Aalstar | 1 |                    |             |             |  |   |                  |       |       |  |
|  | 2                | Proximus Spirou        | 3                | Crelan Okapi Aalstar | 1 | 0                  |             |             |  |   |                  |       |       |  |
|  | 2                | Proximus Spirou        |                  |                      |   |                    |             |             |  |   |                  |       |       |  |
|  | 7                | Basic-Fit Brussels     | 2                |                      |   |                    |             |             |  |   |                  |       |       |  |
|  | 7                | Basic-Fit Brussels     | 2                |                      | 7 | Basic-Fit Brussels | 2           |             |  |   |                  |       |       |  |
|  |                  |                        |                  |                      | 7 | Basic-Fit Brussels | 2           |             |  |   |                  |       |       |  |
|  |                  |                        | 3                | Crelan Okapi Aalstar | 3 |                    |             |             |  |   |                  |       |       |  |
|  | 3                | Crelan Okapi Aalstar   | 3                | Crelan Okapi Aalstar | 3 | 2                  |             |             |  |   |                  |       |       |  |
|  | 3                | Crelan Okapi Aalstar   |                  |                      |   |                    |             |             |  |   |                  |       |       |  |
|  | 6                | Belfius Mons-Hainaut   | 0                |                      |   |                    |             |             |  |   |                  |       |       |  |
|  | 6                | Belfius Mons-Hainaut   | 0                |                      |   |                    |             |             |  |   |                  |       |       |  |
|  |                  |                        |                  |                      |   |                    |             |             |  |   |                  |       |       |  |

## Galardones
| Premio                | Jugador        | Club                   | Ref.  |
| --------------------- | -------------- | ---------------------- | ----- |
| MVP de la Liga        | John Tofi      | Crelan Okapi Aalstar   | [ 2 ] |
| Jugador belga del año | Quentin Serron | Telenet Oostende       | [ 3 ] |
| Mejor jugador joven   | Hans Vanwijn   | Hubo Limburg United    | [ 3 ] |
| Entrenador del año    | Roel Moors     | Port of Antwerp Giants | [ 2 ] |